# ベン・ジョンソン (詩人)
ベン・ジョンソン（Ben Jonson, 1572年6月11日 - 1637年8月6日）は、17世紀イギリスの劇作家・詩人で、シェイクスピアと同時代人。1616年桂冠詩人になった。
ロンドンに生まれ、ウェストミンスター文法学校に学び、そこで古典についての学殖の基礎を身につけた。代表作に「錬金術師」「エピシーン」「ヴォルポーネ」などがある。「言葉は人を最もよく表す。だから何か言いたまえ、そうすれば君がわかるだろう」という言葉を残した。「錬金術師」は、ハーバード・クラシクスの第47巻に収められている。
シェイクスピアの追悼文を書いていることでも知られる。

## 日本語訳
- 『新聞商会』上野精一訳 角川文庫 1967年
- 「ヴォルポーネ又の名古狐」世界文学大系古典劇集 三神勲訳 筑摩書房 1975年
- 『錬金術師』エリザベス朝戯曲名作選 大場建治訳 南雲堂 1975年
- 『エピシーンまたの名無口な妻』エリザベス朝喜劇10選 岡崎涼子訳 早稲田大学出版部 1990年
- 『ヴォルポーネ・錬金術師 エリザベス朝演劇集』小田島雄志訳 白水社 1996年
- 『東行きだよーお！』ジョージ・チャップマン、ジョン・マーストンと共作、小野正和・山田英教訳、早稲田大学出版部、1988年